# Simulium standfasti
Simulium standfasti är en tvåvingeart som beskrevs av Colbo 1976. Simulium standfasti ingår i släktet Simulium och familjen knott. Inga underarter finns listade i Catalogue of Life.